# Parque nacional Isla Guamblin
El Parque Nacional Isla Guamblín ocupa la totalidad de la isla homónima, ubicada en la Región de Aysén. Su declaración de área silvestre protegida se llevó a cabo con el fin de proteger la biodiversidad de su flora y fauna y la pureza de sus paisajes.
La mayoría de quienes la visitan lo hacen en forma aérea, principalmente, porque atracar en ella es casi imposible, debido a la bravura de su mar y lo irregular de su geografía.

## Descubrimiento
Ésta es identificada por el Anuario Hidrográfico de la Marina de Chile (VI, 1880, p. 460) como la Isla Nuestra Señora del Socorro, bautizada así por el comandante de la San Sebastián, Francisco Cortés Ojea, durante la expedición de Juan Ladrillero de los años 1557 y 1558. El propio Ladrillero la describió diciendo que "la (isla) de más de fuera (respecto a la isla Ipún) es poblada, llana, i tendrá cuatro leguas de  contorno". Por lo que se entiende que el lugar, pese a su alejamiento del archipiélago, era habitado por los chonos.

## Flora
La isla está cubierta de vegetación casi en su totalidad, la que corresponde, en su mayoría, a la formación de matorrales siempreverdes oceánicos. Coigües de Chiloé (Nothofagus nitida), que llegan a medir 25 m, canelos (Drimys winteri), tineos (Weinmannia trichosperma)  y tepúes (Tepualia stipularis), son las especies que predominan en el territorio.

## Fauna
Los animales que habitan son en su mayoría aves acuáticas, entre las que destacan las gaviotas, cormoranes y patos. Además, el parque se encuentra habitado por una gran colonia de lobos marinos que se resguardan en este hábitat, principalmente para reproducirse.
Otro animal que recientemente se ha transformado en protagonista es la ballena azul, la que entre diciembre y abril se acerca hasta unos 100 m de la costa, evento que atrae con gran expectación a científicos de todo el mundo.

## Atractivos
Si bien uno de los mayores atractivos del parque recae en la riqueza de la flora y fauna que posee, su desconocida geografía y su dificultoso y aventurero acceso lo transforman en un lugar de interés para los más osados. La experiencia de llegar y salir de la isla es un desafío que convierte a sus visitantes en privilegiados.

## Vías de Acceso
- Marítima: navegación desde Puerto Aguirre, son 90 millas náuticas en dirección al surweste. A la isla sólo llegan embarcaciones privadas o charters.